# オークパーク

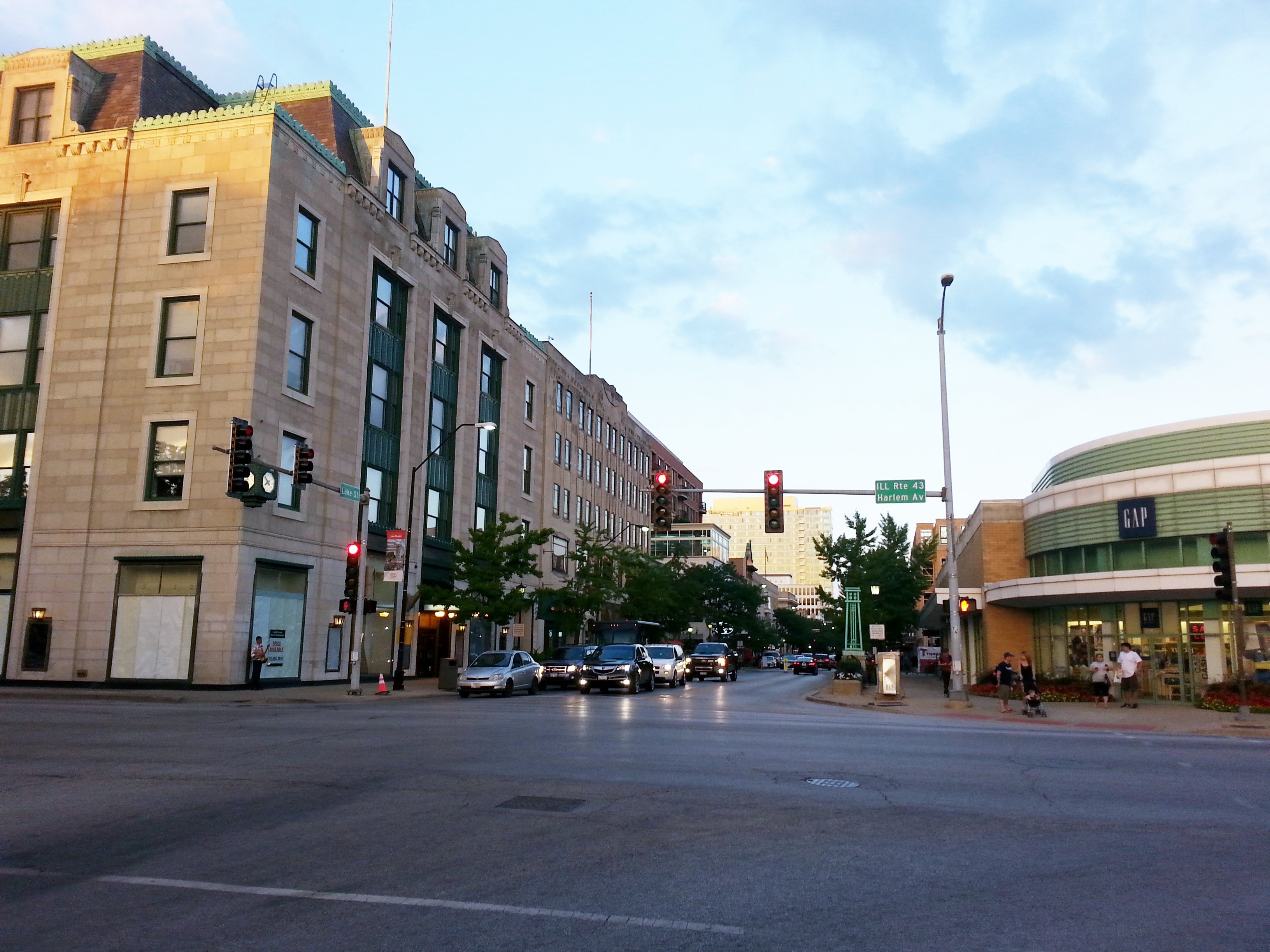
ダウンタウン・オークパーク

クック郡内の位置

オークパーク（Oak Park）は、アメリカ合衆国イリノイ州のクック郡にある村である。人口は5万4583人（2020年）。シカゴの西に隣接している。

## 歴史
1837年、ジョセフ・ケトルストリングス（Joseph Kettlestrings）がシカゴ西郊に約69万6000平方メートルの土地を購入した。1850年代には、ガリーナ・アンド・シカゴ・ユニオン鉄道（Galena and Chicago Union Railroad）が開通したことにともない、次第にこのあたりが村に発展した。1871年のシカゴ大火によって多くの住民がシセロ一帯に移住してきたことにより人口が飛躍的に増大し、1902年住民投票によりオークパークがシセロから独立した。
オーク・パークの歴史で特筆すべきなのは、禁酒法である。シセロの一部であった時代から、同地では一切のアルコールを販売することは禁止されていた。1973年にようやく規制が緩和され、レストランやホテルでアルコールを供給することが認められるようになり、2002年には一部の食料品店でパッケージ入りのリキュールを販売することが許可された。

## 観光
オーク・パークは、歴史の保存と経済の発展を両立させることを試みている。一例を挙げるなら、村の中心部にあるショッピング・モール（Marion Street）は車両も通行可能であるが、同時に道は20世紀初頭のように煉瓦で舗装され、青い石で歩道を区画し、歴史的な景観を強調している。また街灯も1920年代を彷彿とさせるようなものが選ばれている。こうしたオーク・パークの試みは、都市計画の専門家や文化財保護の専門家などからも高い評価を得ている。
この村はまた、建築家フランク・ロイド・ライトが手がけた建築物が世界で最も多く残っている村としても知られている。他に、作家アーネスト・ヘミングウェイの生家（現ヘミングウェイ博物館）などが有名である。

## 交通
シカゴ交通局のブルーラインとグリーンラインが乗り入れており、通勤に便利な街である。